# Patric Leitner
Patric-Fritz Leitner (Berchtesgaden, 23 febbraio 1977) è un ex slittinista tedesco.

## Biografia
Iniziò a competere professionalmente nel 1998 ed è specializzato nel doppio. Con il compagno Alexander Resch ha vinto l'oro olimpico a Salt Lake City 2002, ottenendo un quinto posto a Torino 2006 e la medaglia di bronzo a Vancouver 2010.
Insieme al suo storico compagno ha inoltre conquistato 12 medaglie ai Mondiali, di cui ben otto d'oro, due d'argento e altrettante di bronzo. Agli Europei la coppia vanta 7 medaglie totali (cinque d'oro, una d'argento e una di bronzo).
Leitner e Resch hanno anche conquistato la Coppa del Mondo nel doppio per ben sei volte (1999/00, 2001/02, 2003/04, 2005/06, 2006/07, 2007/08).

## Palmarès

### Olimpiadi
- 2 medaglie:
  - 1 oro (doppio a Salt Lake City 2002);
  - 1 bronzo (doppio a Vancouver 2010).

### Mondiali
- 12 medaglie:
  - 8 ori (doppio a Schönau am Königssee 1999; doppio a Sankt Moritz 2000; gara a squadre a Calgary 2001; gara a squadre a Sigulda 2003; doppio, gara a squadre a Nagano 2004; doppio, gara a squadre ad Igls 2007);
  - 2 argenti (gara a squadre a Sankt Moritz 2000); doppio a Park City 2005);
  - 2 bronzi (gara a squadre a Schönau am Königssee 1999; doppio a Sigulda 2003).

### Europei
- 7 medaglie:
  - 5 ori (doppio, gara a squadre a Winterberg 2000; doppio ad Altenberg 2002; gara a squadre ad Oberhof 2004; doppio a Winterberg 2006);
  - 1 argento (gara a squadre ad Altenberg 2002).
  - 1 bronzo (doppio a Cesana Torinese 2008).

### Coppa del Mondo
- Vincitore della Coppa del Mondo nella specialità del doppio nel 1999/00, 2001/02, 2003/04, 2005/06, 2006/07 e 2007/08).
- 52 podi (36 nel doppio, 16 nelle gare a squadre):
  - 44 vittorie (34 nel doppio, 10 nelle gare a squadre);
  - 19 secondi posti (18 nel doppio, 1 nelle gare a squadre);
  - 9 terzi posti (8 nel doppio, 2 nelle gare a squadre).

#### Coppa del Mondo - vittorie
| Data             | Luogo                | Paese       | Disciplina                                                                 |
| ---------------- | -------------------- | ----------- | -------------------------------------------------------------------------- |
| 5 febbraio 1999  | Sankt Moritz         | Svizzera    | Doppio con Alexander Resch                                                 |
| 13 febbraio 1999 | Nagano               | Giappone    | Doppio con Alexander Resch                                                 |
| 13 novembre 1999 | Lillehammer          | Norvegia    | Doppio con Alexander Resch                                                 |
| 27 novembre 1999 | Altenberg            | Germania    | Doppio con Alexander Resch                                                 |
| 11 dicembre 1999 | Calgary              | Canada      | Doppio con Alexander Resch                                                 |
| 29 gennaio 2000  | Igls                 | Austria     | Doppio con Alexander Resch                                                 |
| 12 febbraio 2000 | Oberhof              | Germania    | Doppio con Alexander Resch                                                 |
| 9 dicembre 2000  | La Plagne            | Francia     | Doppio con Alexander Resch                                                 |
| 13 gennaio 2001  | Igls                 | Austria     | Doppio con Alexander Resch                                                 |
| 11 febbraio 2001 | Park City            | Stati Uniti | Doppio con Alexander Resch                                                 |
| 9 novembre 2001  | Calgary              | Canada      | Doppio con Alexander Resch                                                 |
| 8 dicembre 2001  | Schönau am Königssee | Germania    | Doppio con Alexander Resch                                                 |
| 26 gennaio 2002  | Winterberg           | Germania    | Doppio con Alexander Resch                                                 |
| 29 novembre 2002 | Calgary              | Canada      | Doppio con Alexander Resch                                                 |
| 19 gennaio 2003  | Lillehammer          | Norvegia    | Doppio con Alexander Resch                                                 |
| 8 febbraio 2003  | Winterberg           | Germania    | Doppio con Alexander Resch                                                 |
| 16 novembre 2003 | Sigulda              | Lettonia    | Gara a squadre con Jan Eichhorn, Sylke Otto e Alexander Resch              |
| 7 dicembre 2003  | Calgary              | Canada      | Gara a squadre con Jan Eichhorn, Silke Kraushaar-Pielach e Alexander Resch |
| 24 gennaio 2004  | Igls                 | Austria     | Doppio con Alexander Resch                                                 |
| 31 gennaio 2004  | Schönau am Königssee | Germania    | Doppio con Alexander Resch                                                 |
| 21 dicembre 2004 | Lake Placid          | Stati Uniti | Gara a squadre con David Möller, Sylke Otto e Alexander Resch              |
| 5 gennaio 2005   | Schönau am Königssee | Germania    | Doppio con Alexander Resch                                                 |
| 15 gennaio 2005  | Igls                 | Austria     | Doppio con Alexander Resch                                                 |
| 19 novembre 2005 | Cesana Torinese      | Italia      | Doppio con Alexander Resch                                                 |
| 16 dicembre 2005 | Lake Placid          | Stati Uniti | Doppio con Alexander Resch                                                 |
| 6 gennaio 2006   | Schönau am Königssee | Germania    | Doppio con Alexander Resch                                                 |
| 7 gennaio 2006   | Schönau am Königssee | Germania    | Gara a squadre con Alexander Resch, Silke Kraushaar-Pielach e Georg Hackl  |
| 8 dicembre 2006  | Calgary              | Canada      | Doppio con Alexander Resch                                                 |
| 16 dicembre 2006 | Nagano               | Giappone    | Doppio con Alexander Resch                                                 |
| 17 dicembre 2006 | Nagano               | Giappone    | Gara a squadre con David Möller, Silke Kraushaar-Pielach e Alexander Resch |
| 7 gennaio 2007   | Schönau am Königssee | Germania    | Doppio con Alexander Resch                                                 |
| 7 gennaio 2007   | Schönau am Königssee | Germania    | Gara a squadre con David Möller, Silke Kraushaar-Pielach e Alexander Resch |
| 10 febbraio 2007 | Winterberg           | Germania    | Doppio con Alexander Resch                                                 |
| 11 febbraio 2007 | Winterberg           | Germania    | Gara a squadre con David Möller, Silke Kraushaar-Pielach e Alexander Resch |
| 24 novembre 2007 | Calgary              | Canada      | Doppio con Alexander Resch                                                 |
| 15 dicembre 2007 | Igls                 | Austria     | Doppio con Alexander Resch                                                 |
| 5 gennaio 2008   | Schönau am Königssee | Germania    | Doppio con Alexander Resch                                                 |
| 6 gennaio 2008   | Schönau am Königssee | Germania    | Gara a squadre con David Möller, Silke Kraushaar-Pielach e Alexander Resch |
| 2 febbraio 2008  | Altenberg            | Germania    | Doppio con Alexander Resch                                                 |
| 14 dicembre 2008 | Winterberg           | Germania    | Gara a squadre con David Möller, Tatjana Hüfner e Alexander Resch          |
| 4 gennaio 2009   | Schönau am Königssee | Germania    | Doppio con Alexander Resch                                                 |
| 20 novembre 2009 | Calgary              | Canada      | Doppio con Alexander Resch                                                 |
| 28 novembre 2009 | Igls                 | Austria     | Doppio con Alexander Resch                                                 |
| 17 gennaio 2010  | Oberhof              | Germania    | Gara a squadre con David Möller, Silke Kraushaar-Pielach e Alexander Resch |